# Jezioro Wąchabnowskie
Jezioro Wąchabnowskie – jezioro w Polsce, w województwie wielkopolskim, w powiecie wolsztyńskim, w gminie Siedlec.

## Położenie i opis
Jezioro położone jest w zachodniej części powiatu wolsztyńskiego, na terenie Bruzdy Zbąszyńskiej. Brzegi jeziora są zróżnicowane, częściowo o charakterze klifowym, płaskim oraz bagnistym. Akwen otoczony jest lasami przy niewielkim udziale gruntów ornych od południa. W pobliżu wsi Wąchabno powstała niezbyt liczna indywidualna zabudowa letniskowa. Akwen okresowo jest zasilany dopływem z jeziora Linie Małe.

## Hydronimia
Jezioro pojawia się w źródłach w 1517 jako Wachabyenko, a następnie Wunchabener See (1839), Jez. Wąchabnowskie (1936), Wonchabnoer See (1940), Jez. Wąchabskie (1964), J. Wąchabskie (1980). Państwowy rejestr nazw geograficznych jako nazwę zestandaryzowaną akwenu podaje Jezioro Wąchabnowskie, wymieniając nazwę oboczną Jezioro Wąchabskie.

## Morfometria
Według danych Instytutu Rybactwa Śródlądowego powierzchnia zwierciadła wody jeziora wynosi 37,0 ha, natomiast A. Choiński, poprzez planimetrowanie na mapach 1:50 000, określił wielkość jeziora na 36,0 ha.
Średnia głębokość zbiornika wodnego to 1,7 m, a maksymalna – 3,0 m. Objętość jeziora wynosi 636,6 tys. m³. Maksymalna długość jeziora to 1210 m, a szerokość 475 m. Długość linii brzegowej wynosi 3050 m.
Według Atlasu jezior Polski (red. J. Jańczak, 1996) lustro wody znajduje się na wysokości 53,0 m n.p.m., natomiast według numerycznego modelu terenu udostępnionego przez Geoportal lustro wody znajduje się na wysokości 53,4 m n.p.m.
Według Mapy Podziału Hydrograficznego Polski leży na terenie zlewni szóstego poziomu Zlewnia jez. Wielkowiejskiego. Identyfikator MPHP to 187837.

## Zagospodarowanie
Administratorem wód jeziora jest Regionalny Zarząd Gospodarki Wodnej w Poznaniu. Utworzył on obwód rybacki, który obejmuje między innymi wody jeziora Wąchabnowskiego, Kopanickiego, Wielowiejskiego, Chobienickiego, Grójeckiego, Mącznego, Nowowiejskiego oraz Zbąszyńskiego (Obwód rybacki Jeziora Zbąszyńskie na rzece Obra – Nr 3). Gospodarkę rybacką na jeziorze prowadzi państwowe Gospodarstwo Rybackie w Zbąszyniu. Ze względu na typologię rybacką jest to jezioro typu sandaczowego.

## Czystość wód i ochrona środowiska
Według danych Wojewódzkiego Inspektoratu Ochrony Środowiska w roku 1995 wody jeziora charakteryzowały się III klasą czystości.
Akwen został zakwalifikowany jako dość narażony na degradujące wpływy zewnętrzne, w związku z czym został zaliczony do III kategorii podatności na degradację. Pozytywny wpływ na ten wskaźnik ma przewaga lasów w zlewni bezpośredniej oraz niski procent wymiany wód w ciągu roku. Problemem była natomiast nieduża objętość akwenu w porównaniu do długości linii brzegowej oraz niewielka głębokość średnia.
Jezioro znajduje się na obszarze chronionego krajobrazu o nazwie Pojezierze Sławskie, Pradolina Obry i Rynna Zbąszyńska. Do zachodniego i północnego brzegu akwenu przylegają Bory Babimojskie zaliczane do obszarów specjalnej ochrony siedlisk Natura 2000.